# Tärendörivier

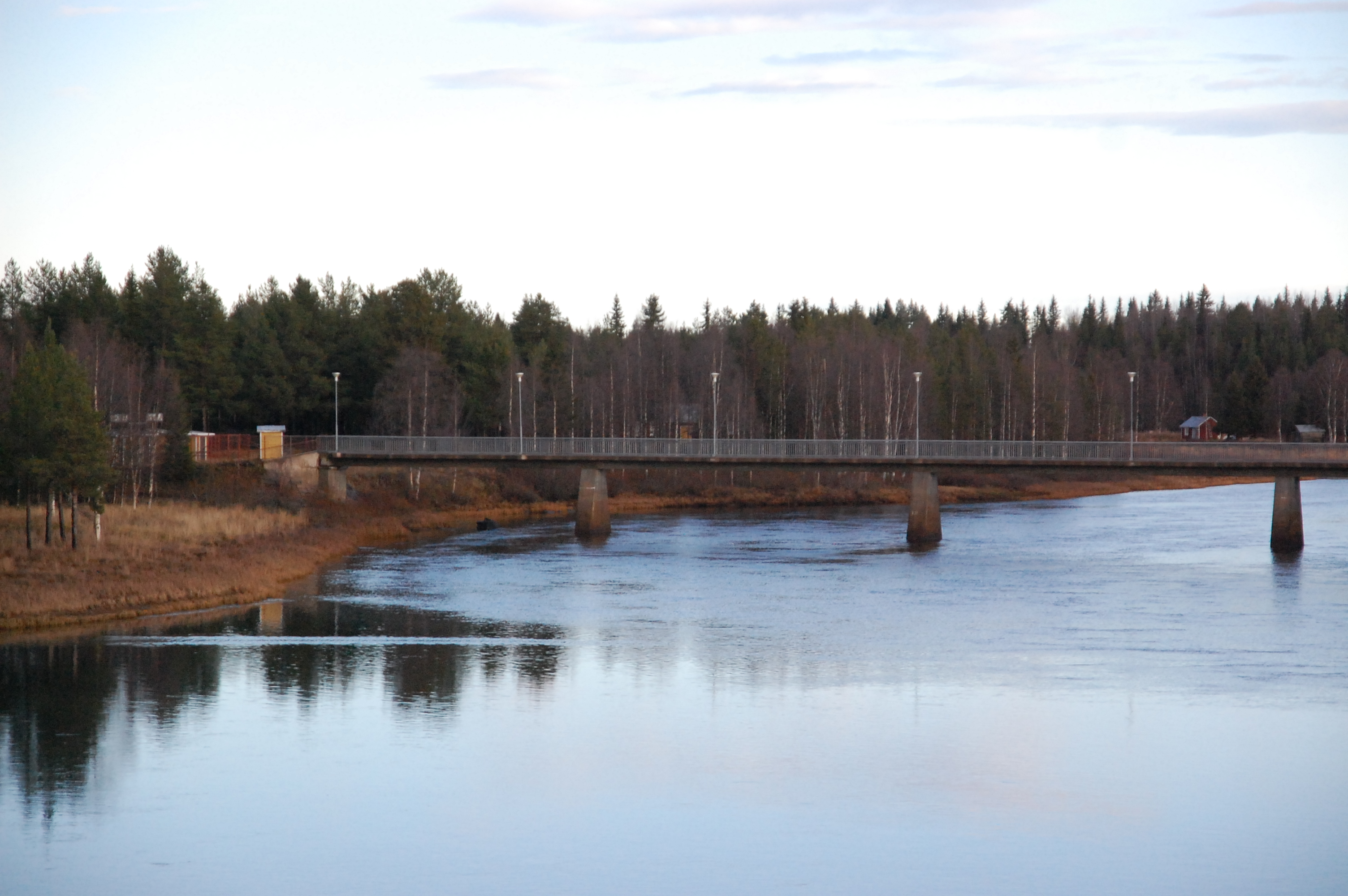
Tärendörivier bij Norrbotten

De Tärendörivier, Zweeds: Tärendöälv(en), Meänkieli: Täränönväylä, Fins: Tärännönjoki, is een rivier in het noorden van Zweden, die door de gemeente Pajala stroomt. Deze rivier is qua lengte na het Casiquiare de langste bifurcatie in de wereld. De Tärendörivier ontstaat op de plaats waar de Torne iets ten westen van Junosuando in tweeën wordt gesplitst. Dat gebeurt door het eiland Kuusisaari, dat de vorm van een driehoek heeft. Er stroomt daar 57 % van het water de Tärendörivier in. Die komt na 53 kilometer bij Tärendö in de Kalixälven uit. Midden op de kruising ligt het festivaleiland Tärendöholmen. De rivier begint op een hoogte van 210 meter en eindigt op 160 meter boven de zeespiegel.
Van Junosuando tot Tärendö stromen nog een aantal rivieren de Tärendörivier in: 
- Merasjoki – komt uit het westen van Merasjärvi 23 km
- Leppäjoki – ontspringt in de buurt van Masugnsbyn 20 km
- Vuostojoki – 31 km
- Saittajoki – uit het westen van Saittijärvi 23 km
- Jukkasjoki – uit het westen, uit het Jukkasvuopio 29 km
- Karijoki – uit het oosten, uit het Karijärvi 19 km

afwatering: Torne → 57 % in de Tärendörivier → Kalixälven → Botnische Golf